# Province House (Charlottetown)

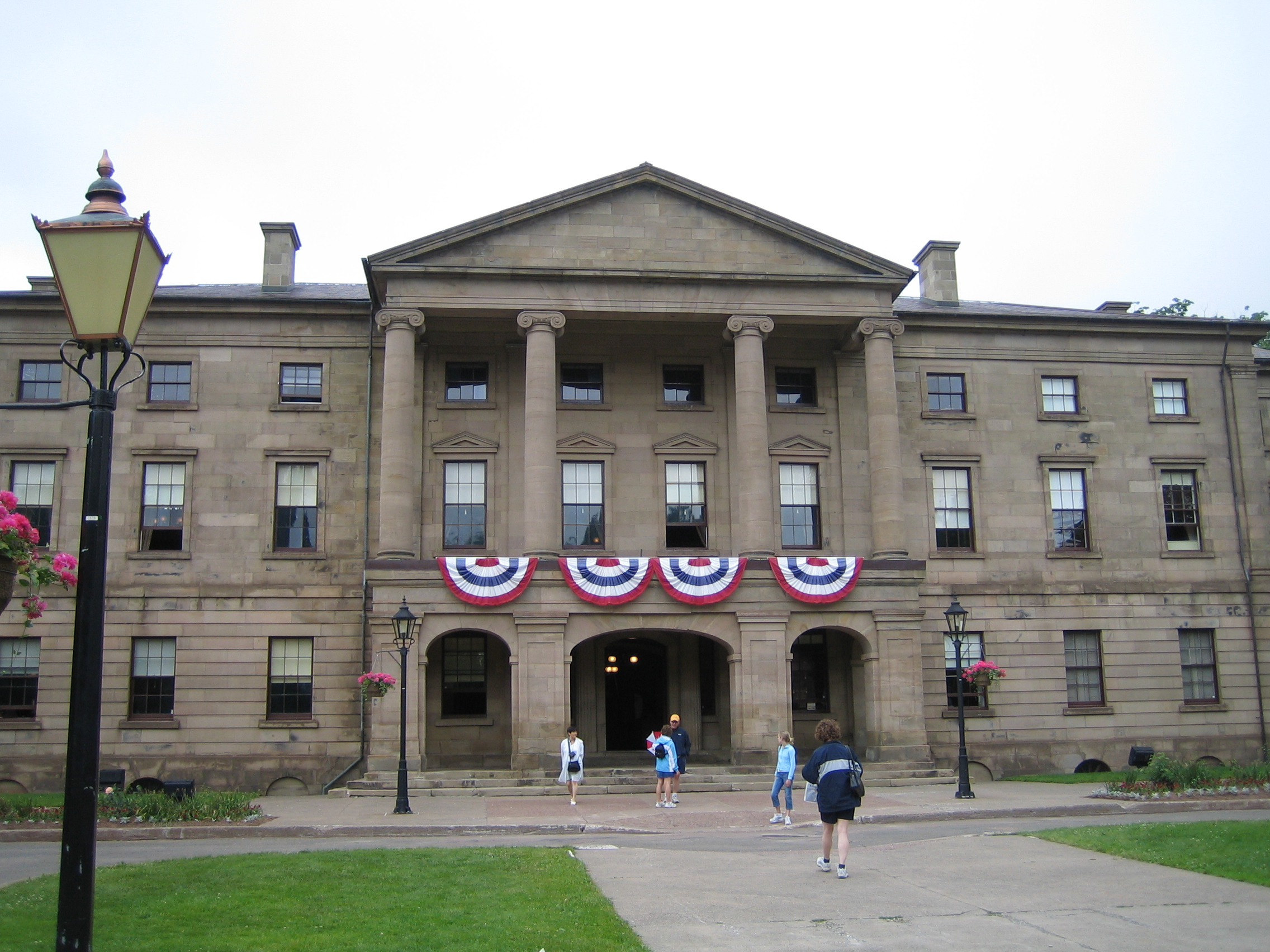
Province House

Das Province House in Charlottetown ist das Parlamentsgebäude der kanadischen Provinz Prince Edward Island und seit 1847 Sitz der Legislativversammlung (legislative assembly). Im September 1864 war das Gebäude Tagungsort der Charlottetown-Konferenz und ist aus diesem Grund als National Historic Site klassifiziert.

## Beschreibung
Das dreistöckige Gebäude neoklassizistischen Stil befindet sich im Stadtzentrum von Charlottetown an der Grafton Street und ist aus Sandstein errichtet, der in Wallace (Nova Scotia) abgebaut und auf die Insel transportiert wurde. Im westlich angrenzenden Baublock befindet sich das 1964 eröffnete Confederation Centre of the Arts. Östlich des Parlamentsgebäudes befindet sich das Coles Building; das frühere Gerichtsgebäude beherbergt heute die Parlamentsdienste und ist durch einen Tunnel mit dem Province House verbunden. Das Gelände um das Province House ist im Stile eines viktorianischen Gartens gestaltet und weist mehrere Denkmäler auf. Zwei Kenotaphe erinnern an die Soldaten aus Prince Edward Island, die im Burenkrieg und während der beiden Weltkriege fielen.

## Geschichte
Die Grundsteinlegung erfolgte im Mai 1843, die Eröffnung im Januar 1847. Die Baukosten betrugen £10,000. Vom 1. bis 8. September 1864 fand im Province House die Charlottetown-Konferenz statt, an der Vertreter verschiedener Kolonien in Britisch-Nordamerika erstmals den möglichen Zusammenschluss zu einer Kanadischen Konföderation berieten.
1973 einigte sich die kanadische Nationalparkverwaltung Parks Canada mit dem Vizegouverneur der Provinz darauf, für die Dauer von 99 Jahren einen Teil der Kosten für Unterhalt und Renovierung zu übernehmen und das Gebäude als nationales Erbe zu bewahren. Von 1979 bis 1983 erfolgte eine umfassende Renovierung. Die Legislativversammlung beansprucht seither eine Hälfte des Gebäudes, während der Konföderationssaal als Ausstellungsraum dient. 1983 wurde das Province House zu einer National Historic Site erklärt und unter Denkmalschutz gestellt.